# Magonette et Géna
Magonette et Géna sont deux célèbres bandits d'Ardenne décapités à Liège (faisant alors partie du Royaume des Belgiques), le 4 juin 1821.
Henri-Joseph Theis, dit « Magonette » est né à Grande-Mormont, hameau de Wibrin, le 25 mai 1790. Il fera partie de la bande de Noyé le Poyou avant de sceller son association avec Jean-Henri Géna (né en 1795 à Lignely, hameau de Heyd), coquin qui sera cousu d'or après avoir détroussé des cadavres sur le champ de bataille de Waterloo.
Après de multiples méfaits perpétrés en Ardenne, ils seront finalement arrêtés, Magonette à Chanxhe, et Géna à la fête paroissiale de Sougné-Remouchamps.
La guillotine qui servit à leur exécution est visible au Musée de la vie wallonne.
« Espèce de petit Magonette ! », qui équivaut à « graine de bandit ! », était utilisé couramment par les parents pour gronder leurs garnements désobéissants.

## À propos de leurs noms
Géna est la forme francisée du wallon "Djenåd", prononcé "Djènâd" en Haute-Ardenne, puis, par raccourcissement vocalique et simplification graphique du suffixe, "Djèna". Aujourd'hui, ce patronyme est écrit officiellement "Génard", "Genart", "Génaert", "Gennar" ou "Gennart". Il s'agit du prénom "Jean" et du suffixe -ard. La forme "Géna" existe toujours.
Magonette est un nom de famille wallon dont le radical "Mag-" est celui de Marguerite (cfr le peintre Magrite). Il est suivi du double suffixe -onete (suffixe -on + suffixe -ete). Dans le cas présent, il s'agit du patronyme de la mère; celle-ci s'appelait Sybile Magonette. Ce surnom est probablement porté dès la prime enfance.